# Ron Delany
Ronald Michael „Ron“ Delany (* 6. März 1935 in Arklow) ist ein ehemaliger irischer Mittelstreckenläufer und Olympiasieger.

## Leben
Während des Besuches der elitären Catholic University School war er in Tennis, Cricket und Hockey seit seinem zwölften Lebensjahr erfolgreich gewesen und gewann sogar ohne eigentliches Training die irischen Jugendmeisterschaften über 800 Meter. Nach seinem Abschluss bestand er zwar die Aufnahmeprüfung in die Offizierslaufbahn der Irischen Armee (Irish Army’s Cadet College), kündigte aber gleich wieder und konzentrierte sich auf die Leichtathletik. Seinen Lebensunterhalt verdiente er als Staubsaugervertreter. Er verbesserte kontinuierlich die irischen Rekorde über 800 Meter und erreichte bei den Europameisterschaften 1954 in Bern den Endlauf. Nun bewarb er sich um ein Leistungssportstipendium an der Villanova University in den Vereinigten Staaten, um dort unter quasi Profibedingungen zu trainieren und Betriebswirtschaft zu studieren. Er wurde von Jumbo Elliott trainiert, der im Winter auf einer Hallenholzbahn im Freien intensive Tempoläufe machen ließ, wodurch er bei Hallenrennen fast unschlagbar war (40 Siege in Folge) und Hallenweltrekordler über die Meile wurde. Sein erster bemerkenswerter Auftritt war eine Platzierung im Finale des 1500-Meter-Laufs bei den Europameisterschaften 1954 in Bern. 1956 war er der siebte Athlet, der einen Meilenlauf unter vier Minuten absolvierte.
Im selben Jahr qualifizierte er sich auch für die Olympischen Spiele in Melbourne. Beim Finallauf blieb er die ersten Runden lang eng hinter dem Australier John Landy, der als haushoher Favorit auf seiner Heimatstrecke ins Rennen ging. In der letzten Runde zog er das Tempo merklich an, und es gelang ihm, Landy zu überholen. Sein Sieg stellte auch gleichzeitig einen neuen olympischen Rekord dar. Die Silbermedaille ging an den Deutschen Klaus Richtzenhain und Bronze an Landy. Delany war seit Bob Tisdall (1932) der erste Ire, der in der Leichtathletik eine Goldmedaille gewann.
Bei den Europameisterschaften 1958 in Stockholm gewann er die Bronzemedaille im 1500-Meter-Lauf. Anschließend führte er seine sportliche Karriere in den USA weiter. Er gewann vier AAU-Titel über eine Meile in Folge, drei NCAA-Titel und vier irische Nationalmeisterschaften. 1961 wurde er Studentenweltmeister der FISA über 800 Meter.
Nach dem Studium repräsentierte er Aer Lingus in den USA, ehe er stellvertretender Direktor der B&I Line mit Verantwortung für die Fährlinien nach Irland wurde. 1998 machte er sich mit einer Beratungsfirma selbständig. 2006 wurde er Ehrenbürger der Stadt Dublin, und das University College Dublin verlieh ihm die Ehrendoktorwürde in Jura.

## Autobiographie
Delany, Ronnie (2006): Ronnie Delany – staying the distance. Dublin: O’Brien; ISBN 978-0-86278-975-6